# Betty Holzendorf
Betty Smith Holzendorf (Jacksonville, Florida, 19 de enero de 1940 - 29 de febrero de 2024) fue una política y bióloga estadounidense.

## Biografía
Hija de Fannie Albertie Holmes y Roosevelt Smith. Estudió una licenciatura en Ciencias en Biología (1965), una maestría en Biología de la Universidad Atlanta (1971), una maestría en Administración de Educación de la Universidad del Norte de Florida (1973), doctorado honorario de la Universidad Mecánica y Agrícola de Florida (2003) y doctorado honoris causa en Derecho de la Universidad Edward Waters (2003). Contrajo matrimonio con el rey Holzendorf, quien se desempeñó como concejal de la ciudad de Jacksonville.
Contrajo matrimonio con King Holzendorf. 
Holzendorf falleció el 29 de febrero de 2024 a los 84 años. Una calle en Jacksonville lleva su nombre en su honor.